# Dannewerk
Dannewerk (dänisch: Dannevirke) ist eine Gemeinde im Kreis Schleswig-Flensburg in Schleswig-Holstein. Im Gemeindegebiet befinden sich Teile des Archäologischen Denkmals der historischen mittelalterlichen dänischen Grenzbefestigungsanlage Danewerk.

## Geographie

### Geographische Lage
Das Gemeindegebiet von Dannewerk erstreckt sich im Bereich der naturräumlichen Haupteinheit Schleswiger Vorgeest (Nr. 697) südwestlich von der diesen Naturraum benennenden Stadt. An der Gemeindegrenze zur Gemeinde Busdorf befindet sich östlich der Bundesautobahn 7 ein Teil des NATURA-2000-Schutzgebietes FFH-Gebiet Busdorfer Tal im Gemeindegebiet.

### Gemeindegliederung
Die Gemeinde gliedert sich siedlungsgeographisch in die beiden Dörfer Groß- und Kleindannewerk sowie die Streusiedlung Kurburg (dänisch Kurborg).

### Nachbargemeinden
Unmittelbar angrenzende Gemeindegebiete von Dannewerk sind:
| Ellingstedt | Hüsby                                       | Schleswig      |
|             | Kompassrose, die auf Nachbargemeinden zeigt |                |
|             | Groß Rheide, Klein Rheide                   | Jagel, Busdorf |

## Geschichte
Das Gemeindegebiet war ursprünglich von Wikingern besiedelt.

## Politik

### Gemeindevertretung
Bei der Kommunalwahl am 14. Mai 2023 wurden insgesamt 11 Sitze vergeben. Von diesen erhielt die CDU und die Allgemeine Kommunale Wählergemeinschaft Dannewerk je drei Sitze, der SSW und die Allgemeine Aktive Wählergemeinschaft Dannewerk je zwei Sitze und die SPD einen Sitz.

### Wappen
Blasonierung: „In Gold über einer wachsenden roten Ziegelmauer zwei aufrechte einander zugewendete rote Ochsenhörner, deren Spitzen sich kreuzen.“

## Wirtschaft und Infrastruktur
Das Gemeindegebiet ist überwiegend landwirtschaftlich geprägt.
Seit 2022 findet das Dannewerk Open Air, als Familienfest unter dem Motto „von hier. für hier“ statt.

## Sehenswürdigkeiten

### Danevirke Museum
Im Danevirke Museum wird die Geschichte des Danewerks auf Deutsch und Dänisch dargestellt. Das Danewerk, das zwischen dem 7. und dem 11. Jahrhundert errichtet wurde, ist das größte archäologische Denkmal Nordeuropas. Das Museum befindet sich an der Kreuzung des Hauptwalls des Danewerks mit einem alten Heerweg, dem Ochsenweg. Es wurde 1990 gegründet und war in einem ehemaligen Bauernhaus untergebracht, bis dieses im Jahr 2022 für einen Neubau abgerissen wurde.

### Archäologischer Park
Im Archäologischen Park, der als Außenanlage an das Museum angeschlossen ist, können Reste des Danewerks besichtigt werden, darunter das Plateau der Thyraburg. Diese Burg war eine Befestigung am östlichen Ende des Hauptwalls. Sie ist nach Thyra Danebod benannt, der Mutter von Harald Blauzahn. Von der Burg ist außer der Grundfläche nichts mehr erhalten.
Ein freigelegter Abschnitt der Waldemarsmauer ist ebenfalls im Archäologischen Park zu sehen. Diese Ziegelmauer aus dem 12. Jahrhundert wurde auf Betreiben von König Waldemar I. zur Verstärkung des Walls errichtet. Sie gilt als das größte und älteste säkulare Ziegelsteinbauwerk Nordeuropas. Die Waldemarsmauer war 3,7 Kilometer lang, 5 bis 7 Meter hoch und 2,5 Meter breit.

## Persönlichkeiten
- Hans-Jürgen Thiesen (* 1956 in Dannewerk), Mediziner und Hochschullehrer